# Mount Smart Stadium
Le Mount Smart Stadium est une enceinte sportive située à Penrose, à 10 kilomètres du centre d'Auckland en Nouvelle-Zélande.
Ouverte en 1967, elle est construite sur une ancienne carrière qui exploitait le volcan éteint du Mount Smart (en).
Il comprend un stade de rugby, pouvant recevoir 30 000 spectateurs en configuration évènement sportif et 47 000 en concert, et un stade d'athlétisme.
Le stade accueille les rencontres de rugby à XIII des New Zealand Warriors, club de National Rugby League et des Auckland Vulcans, club de championnat régional, ainsi que de nombreux concerts géants. Il a également été le lieu de la cérémonie d'ouverture et de clôture des Jeux du Commonwealth de 1990.

## Histoire
Le conseil du domaine de Mount Smart est créé en 1942 pour gérer les 22 hectares du site et réhabiliter l'ancienne carrière. En 1953, les plans pour la construction d'un stade sont approuvés et celui-ci est inauguré en 1967. Il comprend alors deux tribunes au nord et au sud ainsi qu'une piste d'athlétisme en cendrée. La piste en cendrée est remplacée par une piste en tartan en 1975. À l'occasion des Jeux du Commonwealth de 1990, le stade est profondément réaménagé. Un nouveau stade est construit à côté de celui existant, des pistes en synthétiques sont installées sur les deux équipements et la tribune ouest est construite sur l'actuel terrain de rugby.
Rebaptisé Ericsson Stadium en 1995, la capacité du stade est augmentée, par l'agrandissement des tribunes existantes et l'ajout de nouvelles tribunes, pour accueillir les rencontres du Tri-Nations de rugby à XIII 1999. En 2005, une nouvelle tribune Est d'une capacité de 8 000 places est construite permettant de porter la capacité du stade à 25 000 places assises. Le 12 juillet 2006, le stade reprend son nom d'origine, Auckland Council, le propriétaire de l'enceinte n'ayant pas reçu d'offres satisfaisantes.

## Utilisation

### Sport
Le stade accueille les rencontres de rugby à XIII des New Zealand Warriors , club résident qui évolue en National Rugby League depuis 1995. Le record de spectateurs est atteint lors d'un rencontre face aux Illawarra Steelers comptant pour la saison 1995 avec 32 174 personnes. Trois  rencontres des Tri-Nations de rugby à XIII 1999 ont lieu également dans le stade, y compris la finale perdue par la Nouvelle-Zélande sur le score de 22 à 20.
L'enceinte a également accueilli les rencontres de la franchise de football australien des Football Kingz de 1999 à 2004. Il est choisi comme le principal stade d'athlétisme ainsi que lieu des cérémonies d'ouverture et de clôture des Jeux du Commonwealth de 1990. Des compétitions d’athlétisme se déroulent également dans cette enceinte notamment les séries Pan Am au début des années 1980.
L'équipe de Nouvelle-Zélande de football y dispute tous ses matchs à domicile lors des tours préliminaires à la Coupe du monde de football 1982. L'équipe reçoit le surnom des All Whites au cours de cette phase de qualification qui voit pour la première fois la Nouvelle-Zélande qualifiée pour une phase finale de Coupe du monde.
Le Championnat d'Océanie de football des moins de 20 ans 1986 remporté par l'Australie se déroule également dans le stade.

### Concerts
La capacité du stade pour des concerts est d'environ 47 000 personnes. Lors de la tournée de U2 en 2006, la tribune nord est déplacée et mise à côté de la tribune sud laissant ainsi un espace dégagé au nord du stade. En 2010, en vue du concert de Bon Jovi, une grande tribune temporaire est installée au nord permettant ainsi d'augmenter la capacité du stade à 50 000 personnes.
U2 et Elton John ont réalisé quatre concerts dans le stade, qui a également vu se produire notamment Guns N' Roses en 1988, Bon Jovi en 1995, Ricky Martin en 2000, Pearl Jam en 2009 et Adele en 2017. 86 000 spectateurs assistent aux deux concerts de Michael Jackson dans le cadre de son HIStory World Tour les 09 et 11 novembre 1996.

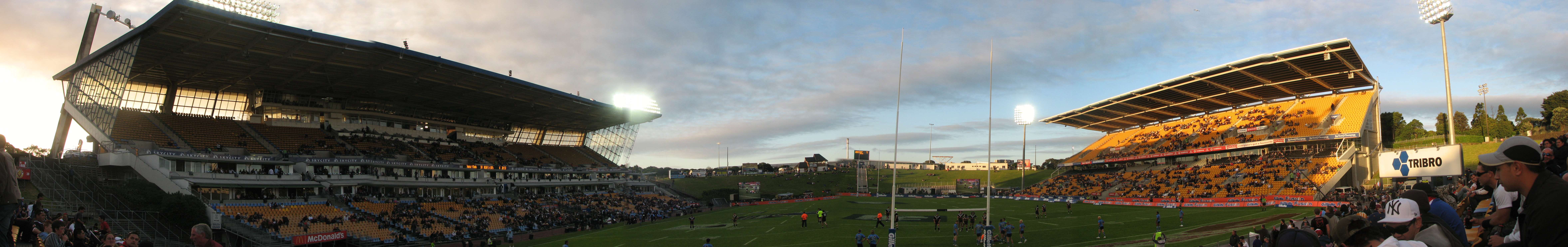
Vue panoramique du Mt Smart Stadium en 2006.

## Évènements
- Jeux du Commonwealth 1990
- Coupe d'Océanie féminine de football 1998
- Coupe d'Océanie de football 2002
- Coupe du monde de rugby à XIII 2017